# Being Human The Salman Khan Foundation
Being Human – The Salman Khan Foundation ist eine gemeinnützige Organisation, die von dem indischen Schauspieler Salman Khan am 28. Juli 2007 gegründet wurde. Diese hat es sich zur Aufgabe gemacht, den unterprivilegierten Menschen zu helfen. Hauptbereiche sind Gesundheitsversorgung und Bildung.
Die Stiftung mit Sitz in Mumbai produziert Kleidung (Being Human Fashion), Schmuck (Being Human Gitanjali Goldmünzen), Filme (Human Being Productions) und Kunst (Being Human Art), die Einnahmen werden nach eigenen Angaben für wohltätige Zwecke verwendet.

## Being Human Fashion

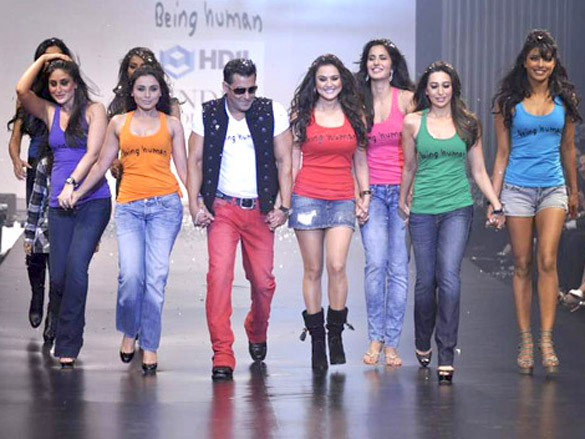
Being Human Fashion Show auf HDIL India Couture Week 2010

Dieses Unternehmen produziert Kleidung für Erwachsene und Kinder. Das erste Mal wurden Kreationen der Designer 2009 auf der
India Couture Week präsentiert. Das war bisher die größte Modenschau mit Bollywood-Darstellern: Aamir Khan, Ajay Devgn, Akshay Kumar, Govinda, Katrina Kaif, Saif Ali Khan, Salman Khan und Sanjay Dutt. Ein Jahr darauf gab es eine weitere Modenschau, dieses Mal mit Bipasha Basu, Kareena Kapoor, Karishma Kapoor, Katrina Kaif, Preity Zinta, Priyanka Chopra, Rani Mukherjee und Sushmita Sen.
Die Being-Human-T-Shirts sind auch im Jahr 2010 kreiert und dem Publikum präsentiert worden.
Im Jahr 2014 war Being Human Clothing in 18 Ländern im Nahen Osten und Europa präsent und es wird beabsichtigt, die Umsätze in den nächsten 3 Jahren um 60 % wachsen zu lassen. Um das zu erreichen, erzählte Manish Mandhana, der Geschäftsführer, wollen sie sich international erweitern, und zwar in Ländern wie Sri Lanka, Südafrika, USA und Kanada.

## Being Human Gitanjali Goldmünzen (Being Human Gitanjali Gold Coins)
Das ist die größte Juweliermarke in Indien. Sie produzieren gemeinsam mit Being Human Schmuck hauptsächlich Armbänder.

## Being Human Productions

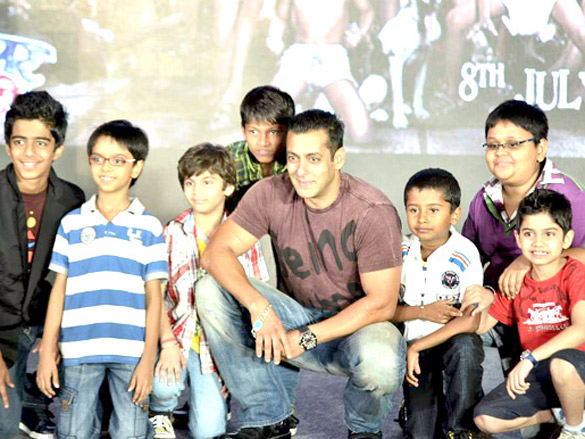
Salman Khan und Kinder aus dem Kinderfilm Chillar Party, den er produziert hat

Das ist die Filmproduktionsfirma von Salman Khan. Gegründet wurde sie 2011. Er produziert Filme und castet teilweise nur Newcomer.

## Being Human Art
Die erste Vorführung hat im Oktober 2009 in Dubai stattgefunden. Khan hat seine eigenen Gemälde ausgestellt und verkauft.

## Von Being Human - The Salman Khan Foundation unterstützte Projekte

### Bildung

#### Akshara High School
Die Akshara High School in Mumbai und ist eine "Not-for-Profit" Schule mit Schwerpunkt soziale Ungleichheiten basierend auf Geschlecht, Kaste, Wohlstand/Armut und Religion zu minimieren.
Die Stiftung unterstützt die Schule, indem sie die Ausbildung von mehr als 200 Kindern finanziert.

#### Aseema
Die Stiftung unterstützt zwei Schulen und über 250 Kinder.

#### Career Development Centers / Ausbildungszentren
Im Februar 2013 haben sich Coca-Cola, NIIT Stiftung und Being Human gemeinsam eingesetzt, um Ausbildungszentren in den ländlichen, nicht städtischen Gebieten aufzubauen. Das Hauptziel ist bereits ausgebildete aber arbeitslose junge Menschen zu trainieren, um ihre Chancen auf dem Arbeitsmarkt zu erhöhen. Es gibt dort Kurse, die es einem ermöglichen die Anforderungen und Einstellungsqualifizierungen eines (Einstiegs)jobs anzutrainieren.

#### Educational resource center im Dorf Waje
Im August 2014 hat die Stiftung ein Bildungszentrum in einem Dorf namens Waje gegründet. Dort können sich die Kinder grundlegende Kenntnisse in Mathematik, Englisch, Marathi aneignen. Soziale Themen und Gesundheit sind ebenfalls im Mittelpunkt.

#### Maharashtra Prabodhan Seva Mandal (MPSM)
MPSM ist eine ehrenamtliche Organisation, die seit über 50 Jahren bäuerliche Gemeinden in Maharashtra bildungstechnisch fördert. Die Stiftung unterstützt ein Projekt von MPSM, welches den 4000 Kindern ermöglicht, sich Grundkenntnisse in Mathematik anzueignen. Das sind Kinder zwischen 5 und 12 Jahren, die in diesen weit entfernten Gebieten leben. Es gibt insgesamt 200 Bildungszentren.

#### The Veer Initiative
Im Januar 2014 hat die Stiftung gemeinsam mit American India Foundation, Thumbs Up und CNN-IBN ein Projekt namens "Veer Initiative" begonnen. Im Rahmen dieses Projekts werden Menschen mit Behinderungen ausgebildet. Über 1000 Menschen mit Behinderungen werden ausgebildet, um später eine Anstellung zu bekommen.

### Gesundheit

#### Kraniofaziale Operationen
Mit der Maaya Stiftung bietet Being Human kostenlose Behandlung für Kinder mit schweren Gesichtsmissbildungen an, die auch als kraniofaziale Fehlbildungen bekannt sind. Diese Fehlbildungen sind angeboren und sind unterschiedlicher Art und Stärke. Ein Kind mit kraniofazialen Fehlbildungen hat Schwierigkeiten beim Atmen, Essen und Sprechen. Dazu kommt natürlich auch der soziale Aspekt. Mit diesem Projekt will Being Human den Kindern mit solchen Fehlbildungen ein normales Leben ermöglichen.

#### Maharashtra in Wassernot
Im Jahr 2013 ereignete sich die größte Dürreperiode seit 1972. Mehr als die Hälfte der Bewohner samt Tieren haben unter Wassernot und auch Hunger gelitten. Die Regierung von Maharashtra konnte nicht genug Wassertanks aufbringen, um die Katastrophe zu vermeiden. Die Stiftung hat den Bewohnern 2500 Wassertanks, wobei ein Tank 2000 Liter Wasser beinhaltet, zur Verfügung gestellt.

#### Kostenlose Augencamps
Die Stiftung hat kostenlose Augencamps in Nanded, Mumbai, Patiala, Satara, Wai und Waje, wo der graue Star für die Patienten kostenlos behandelt wird. Durch die Augencamps hat Being Human über 15.000 Personen erreicht, ihnen geholfen und über 500 Operationen durchgeführt.

#### ProgrammLittle Hearts
Gemeinsam mit Fortis Stiftung hat die Stiftung seit dem Jahr 2013 ein Programm namens „Little Hearts“ gestartet. Im Rahmen dieses Programms werden Kinder aus Familien unter der Armutsgrenze mit angeborenem Herzfehler kostenlos behandelt. Mit Hilfe der Hans Stiftung konnte Being Human mehrere Lager, wo Kinder medizinische Versorgung bekommen können, in verschiedenen entlegenen Regionen wie Alwar, Bhagalpur, Leh und Kargil aufstellen, und somit die Reichweite dieses Programms vergrößern.

#### Markspende, Marrow Donor Registry, India (MDRI)
Seit November 2010 arbeitet die Stiftung mit MDRI zusammen, um ein weltklasse Stammzellregister in Indien zu erschaffen und Profile der freiwilligen Spender zu erstellen. MDRI ist eine der ersten gemeinnützigen Organisationen in Indien, die über eine elektronische Datenbank der freiwilligen, nicht verwandten Stammzellspender für Patienten mit lebensbedrohlichen Blutkrankheiten unterhält und Transplantationen von Blutstammzellen erleichtert. Zusammen mit MDRI hat Being Human Spenderregistrierungscamps in verschiedenen Hochschulen in Mumbai aufgestellt. Derzeit hat MDRI 19.500 Spenderprofile.

#### Max Stiftung
Die Max Stiftung ist eine globale Gesundheitsorganisation, die glaubt, dass alle Menschen, die an Krebs erkrankt sind, das Recht auf die bestmögliche Behandlung und Unterstützung haben. Durch verschiedene Dienstleistungen, qualitativen Trainings und hochwertigen Ausbildungen hoffen sie diesen Menschen mit Krebs ein Leben in Würde und Hoffnung zu ermöglichen. Being Human unterstützt einige dieser Projekte.

## Jobdatenbank
Beinghumanworkshop.com bietet sehr viele Möglichkeiten, den geeigneten Job in sehr vielen verschiedenen Bereichen zu finden, je nach Qualifikation und Interessengebiet des Jobsuchenden.